# Leeds Bradford International Airport
Leeds Bradford International Airport (IATA: LBA, ICAO: EGNM) dient de steden Leeds en Bradford evenals de omliggende gebieden van West Yorkshire en North Yorkshire. De luchthaven is de hub van luchtvaartmaatschappij Jet2.com en een basis voor Ryanair.
De luchthaven is gelegen in Yeadon, aan het noordwesten van Leeds en is de grootste in Yorkshire.